# Tangara à gorge orangée
Wetmorethraupis, Wetmorethraupis sterrhopteron
Genre
Espèce
Statut de conservation UICN

 VU B1ab(i,ii,iii,v) : Vulnérable
Le Tangara à gorge orangée (Wetmorethraupis sterrhopteron) est une espèce de passereaux de la famille des Thraupidae. C'est la seule espèce du genre Wetmorethraupis.

## Répartition et habitat
On le trouve en Équateur et au Pérou. Il vit dans la forêt tropicale humide terra firme (zone non inondée par la crue) entre 600 et 1 000 m d'altitude.

### Wetmorethraupis
- (en) Congrès ornithologique international : Wetmorethraupis sterrhopteron dans l'ordre Passeriformes (consulté le 3 juin 2015)
- (en) Zoonomen Nomenclature Resource (Alan P. Peterson) : Wetmorethraupis  dans Thraupidae
- (en) UICN : espèce Wetmorethraupis sterrhopteron Lowery & O'Neill, 1964 (consulté le 12 août 2017)
- (en) Animal Diversity Web : Wetmorethraupis

### Wetmorethraupis sterrhopteron
- (fr) Oiseaux.net : Wetmorethraupis sterrhopteron (+ répartition)
- (en) Zoonomen Nomenclature Resource (Alan P. Peterson) : Wetmorethraupis sterrhopteron  dans Thraupidae
- (fr + en)  Avibase : Wetmorethraupis sterrhopteron (+ répartition)
- (en) Animal Diversity Web : Wetmorethraupis sterrhopteron